# Maria Manoliu-Manea
Maria Manoliu-Manea (n. 12 martie 1934, Galați, România) este o lingvistă americană de origine română, stabilită în S.U.A. în 1979, aleasă membru de onoare al Academiei Române (din 1993) . Conform enciclopediei este de etnie evreiască. Doctor în Litere cu teza Sistematica substitutelor din româna contemporană standard (1967), specializare în filologie hispanică la Málaga (Spania). Predă în peroada 1957-1977 la Facultatea de Limbi Romanice a Universității Bucureștene lucrând în paralel și la Institutul de Lingvistică al Academiei Române (1960-1964). 
Professor Emeritus, University of California at Davis, Honorary Member of Academia Română. Doctorate-ès-lettres, University of Bucharest (1967). President of the American-Romanian Academy of Arts and Sciences (1982-1994) and of the American Association of Romanian Studies (1986   1988). Taught Comparative Grammar at the University of Bucharest (1957-1977). Full-professor at the University of California at Davis (1979--). Visiting Professor, University of Düsseldorf, 1994, Fulbright lecturer, University of Chicago (1972-1974), University of Bucharest (1991).

## Lucrări
- Introducere în lingvistica romanică (cu Iorgu Iordan), 1965,
- Gramatica comparată a limbilor romanice, 1972,
- Structuralismul lingvistic, 1973,
- El estructuralismo lingüístico, 1978,
- Tipología e História:  Elementos de Sintaxis comparada románica, 1985,
- Pragmatic and Discourse Constraints on Grammatical Choices, North Holland, Amsterdam, 1994.